# Wolodymyr Peretz

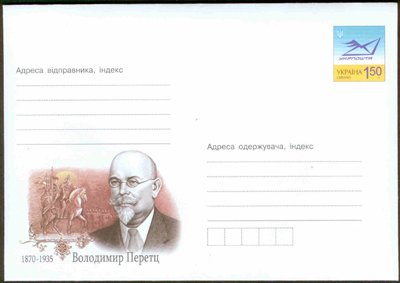
Ukrainische Postkarte von 2010 zum 140. Geburtstag von Wolodymyr Peretz

Wolodymyr Mykolaiowytsch Peretz (* 19. Märzjul. / 31. März 1870greg. in Sankt Petersburg, Russisches Kaiserreich; † 24. September 1935 in Saratow, Sowjetunion) war ein russischer bzw. sowjetischer Literaturwissenschaftler, Literaturkritiker, Volkskundler und Linguist.
Peretz befasste sich vorwiegend mit allgemeinen Fragen der Literaturwissenschaft, dem Verhältnis von Literatur und Folklore sowie der russischen und ukrainischen Literatur.

## Leben
Wolodymyr Peretz kam in Sankt Petersburg zur Welt und studierte dort bis 1893 an der historisch-philologischen Fakultät der Universität St. Petersburg.  1903 wurde er zum Professor der Universität Kiew gewählt und blieb dies bis 1914. Zwischen 1914 und 1917 war er Professor an der Universität Saratow  und ab 1917 Professor an der Leningrader Universität. Er war seit 1914 Mitglied der Russischen Akademie der Wissenschaften und seit 1919 Mitglied der Akademie der Wissenschaften der USSR. 1934 wurde er verhaftet und nach Saratow verbannt. Dort arbeitete er in der Universitätsbibliothek am Studium von Manuskripten und starb ein Jahr später.
In 2. Ehe war Peretz mit der Literaturwissenschaftlerin Warwara Adrianowa-Peretz verheiratet.

## Ehrungen
Anlässlich seines 150. Geburtstages gab die Nationalbank der Ukraine 2020 ihm zu Ehren eine 2-Hrywnja-Gedenkmünze heraus.